# Kayseri Erciyesspor
Kayseri Erciyesspor är en turkisk fotbollsklubb från staden Kayseri. Klubben grundades 1932 och bytte namn med Kayserispor. De har hittills inte vunnit någon titel. Man var dock i final i den turkiska cupen säsongen 2006/2007, vilket tog laget till UEFA-cupen 2007/2008, trots att man blev degraderade till den turkiska andra divisionen säsongen 2006/07.